# Consonne centrale
En phonétique articulatoire, une consonne centrale, ou par souci de concision une centrale est une consonne dont le mode d'articulation nécessite pour sa réalisation l'écoulement de l'air par le centre de la bouche au-dessus de la langue.
Quelques exemples de consonnes centrales :
- la consonne occlusive vélaire sourde [k] ;
- la consonne fricative alvéolaire voisée [z] ;
- la consonne nasale alvéolaire voisée [n].